# Johann Jakob Innerkofler
Johann Jakob Innerkofler, bekannt als Hans Innerkofler oder „Das Gamsmannl“ (* 24. Juli 1833 in Sexten; † 11. August 1895 ebenda), war ein Tiroler Bauer, Fischereibesitzer und Bergführer.
Unter den Erstbesteigungen Hans Innerkoflers finden sich der Zwölferkofel (1874) und die Cadin del Neve (1881). Besonders bekannt wurde er für die mit seinem Bruder Michael Innerkofler durchgeführte Erstbesteigung der Kleinen Zinne im Jahr 1881, die als eine der bedeutendsten Touren ihrer Zeit und als Meilenstein in der Entwicklung des Kletterns im steilen Fels galt. Hans Innerkofler, der als „trinkfrohes und humorvolles Original und Bergsteiger aus Begeisterung“ beschrieben wurde, litt unter einer starken Alkoholabhängigkeit. Er soll von seinem Bruder Michael häufig vor schwierigen Unternehmungen zum Ausnüchtern eingesperrt worden sein. Wegen seiner Leidenschaft für die Jagd und seines gewandten Kletterstils trug er den Spitznamen „Das Gamsmannl“.